# Тодірешть (Унгенський район)
Тодірешть (рум. Todirești) — село в Унгенському районі Молдови. Адміністративний центр однойменної комуни, до складу якої також входить село Гресень.

## Населення
За даними перепису населення 2004 року у селі проживали 3400 осіб.
Національний склад населення села:
| Національність       | Кількість осіб | Відсоток   |
| -------------------- | -------------- | ---------- |
| молдавани румуни     | 3371 7         | 99,1% 0,2% |
| українці             | 13             | 0,4%       |
| росіяни              | 6              | 0,2%       |
| гагаузи              | 1              | < 0,1%     |
| болгари              | 1              | < 0,1%     |
| інша / без відповіді | 1              | < 0,1%     |
| Всього               | 3400           | 100%       |